# لورا انطونيلي
لورا انطونيلي (بالإيطالية: Laura Antonelli)‏ مواليد 28 نوفمبر 1941 في بولا، إستريا - الوفاة 22 يونيو 2015 في روما، لاتسيو، إيطاليا، هي ممثلة إيطالية بدأت مسيرتها الفنية عام 1965.

## المسيرة الفنيّة
بدأت لورا حياتها المهنية بالتعاقد مع شركة كوكاكولا لإنتاج إعلانات. وعُرفت الممثلة بأدوار الإثارة في الأفلام الإيطالية الجريئة في نهاية الستينات وفي السبعنيات من بينها «لا ريفولوزيوني سيسوالي» («الثورة الجنسية») سنة 1968 و«ماليزيا» سنة 1973.
كذلك شاركت في أفلام لكبار السينمائيين الإيطاليين بينهم لوتشينو فيسكونتي ودينو ريزي وايتوري سكولا ولويجي كومنتشيني. وانتهت مسيرتها السينمائية في الثمانينات بعد خضوعِها لعدد من عمليات التجميل الفاشلة، ومواجهتها مشاكل قضائية بسبب العُثور على عشرات الغرامات من الكوكايين في الفيلا التي كانت تقيم فيها.

## الوفاة
في 22 يونيو 2015 عُثر على جُثة الفنانة داخل شُقتها في روما، وتبين أنها تَعرضت لصدمة قلبية وعُمرها 73 سنة.

## وصلات خارجية
- لورا انطونيلي على موقع IMDb (الإنجليزية)
- لورا انطونيلي على موقع روتن توميتوز (الإنجليزية)
- لورا انطونيلي على موقع ألو سيني (الفرنسية)
- لورا انطونيلي على موقع ميوزك برينز (الإنجليزية)
- لورا انطونيلي على موقع تيرنر كلاسيك موفيز (الإنجليزية)
- لورا انطونيلي على موقع أول موفي (الإنجليزية)
- لورا انطونيلي على موقع قاعدة بيانات الأفلام السويدية (السويدية)
- لورا انطونيلي على موقع إن إن دي بي (الإنجليزية)
- لورا انطونيلي على موقع ديسكوغز (الإنجليزية)
- لورا انطونيلي على موقع قاعدة بيانات الفيلم (الإنجليزية)